# كأس البرتغال 1922
كأس البرتغال 1922 (بالبرتغالية: Campeonato de Portugal de 1921–22‏) هو الموسم 1 من كأس البرتغال. أشرف على تنظيمه اتحاد البرتغال لكرة القدم، وكان عدد الأندية المشاركة فيه 2، وفاز فيه نادي بورتو.